# 詹祥生
詹祥生（1957年—），汉族，中华人民共和国政治人物、第十一届全国政协委员。
担任江西省上饶市政协文史学习委员会主任、婺源县文物管理局局长。2008年，当选第十一届全国政协委员，代表文化艺术界，分入第二十八组。